# Kirche Kruhel Wielki

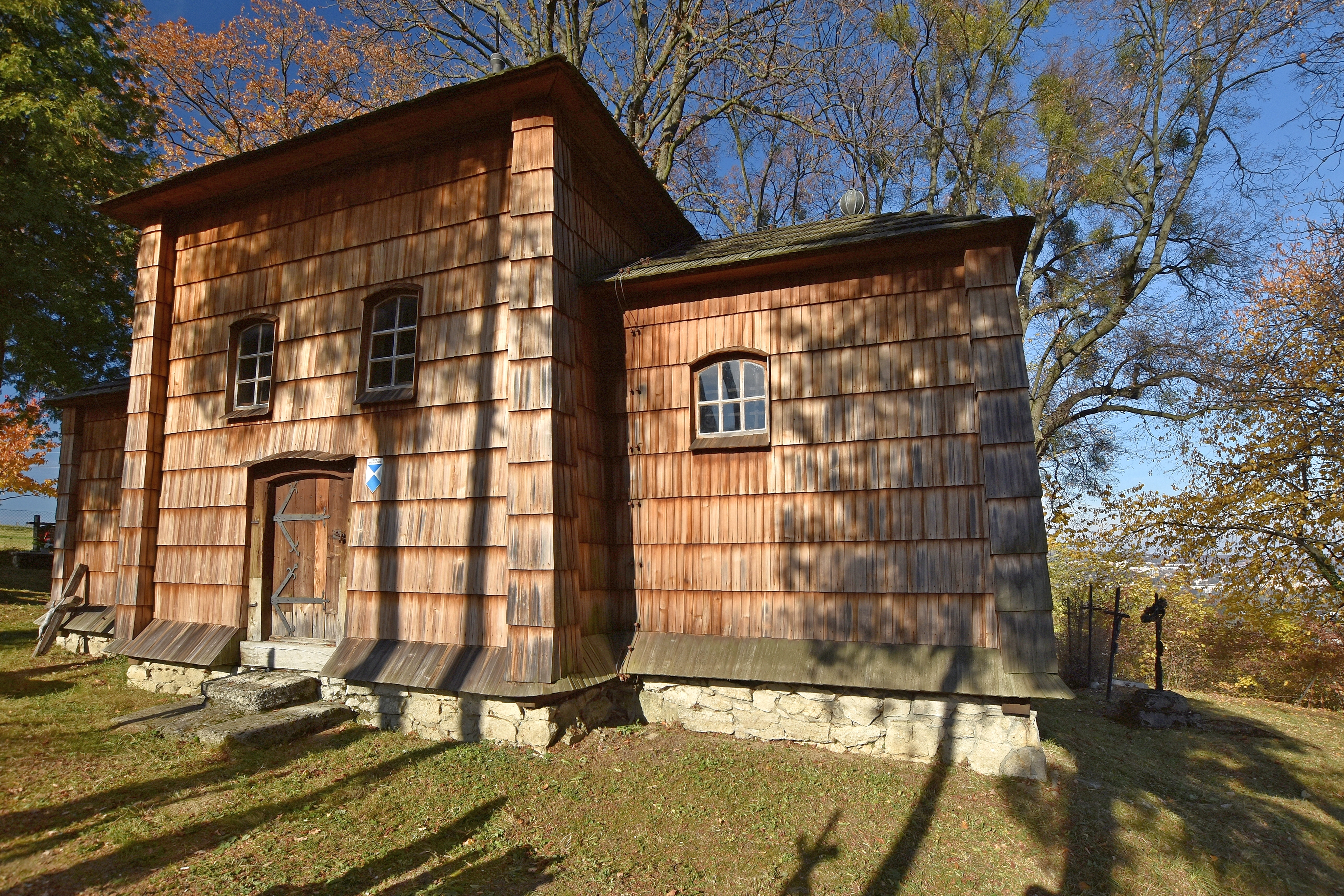
Kirche Kruhel Wielki

Die Kirche der Himmelfahrt des Herrn (polnisch Cerkiew Wniebowstąpienia Pańskiego, ukrainisch Церква Вознесіння Господнього) ist eine griechisch-katholische Holzkirche in Kruhel Wielki in Südpolen.

## Lage
Die Kirche steht an einem Steilhang am Rand des Dorfes Kruhel Wielki. Dieses ist jetzt Teil der Stadt Przemyśl in der polnischen Woiwodschaft Karpatenvorland.

## Geschichte

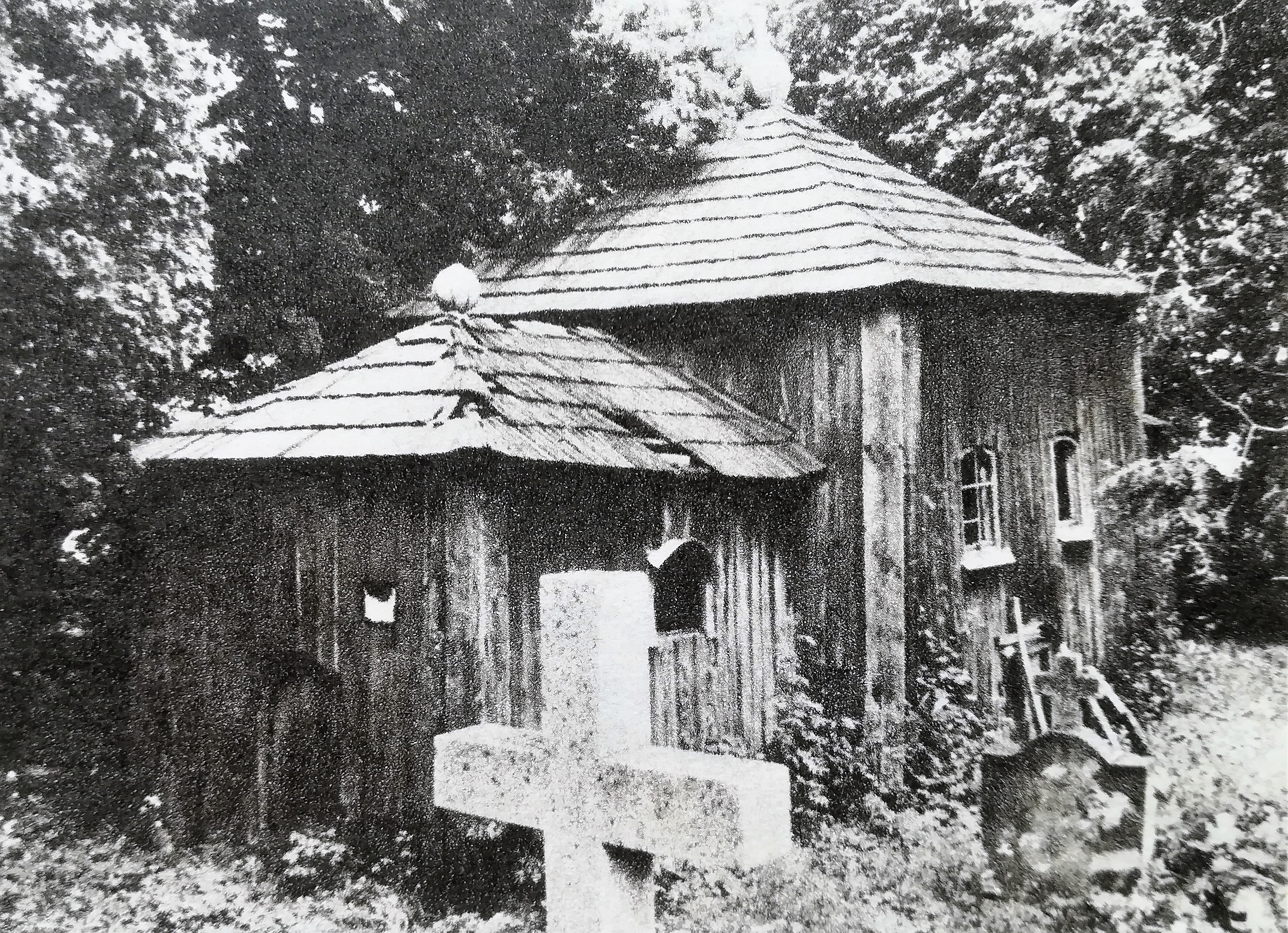
Kirche 1988, vor der Einlagerung

Von 1448 ist die erste Erwähnung einer Kirchengemeinde in Kruhel Wielki bekannt. 1680 bestand die jetzige Kirche. Im 19. Jahrhundert wurde sie mehrmals ausgebessert.
Nach der Vertreibung der ukrainischen Bevölkerung aus Südpolen 1947 (Aktion Weichsel) wurde die Kirche nicht mehr genutzt und verfiel. 1989 wurde sie auseinandergenommen und eingelagert. 1999 und 2000 erfolgte eine umfangreiche Restaurierung und ein Wiederaufbau. Die Kirche wird jetzt wieder von einer ukrainisch-griechisch-katholischen Gemeinde genutzt.

## Architektur
Die Kirche ist dreigeteilt, sie  besteht aus einem Chor, einem etwas längeren Langhaus und einer Frauenempore, die so groß wie der Chor ist. Sie ist aus massiven Holzbalken gebaut, die Wände und das Dach sind mit Schindeln verkleidet. Daneben steht ein hölzerner Glockenturm aus dem 18. Jahrhundert. 
Sie ist eine der ältesten erhaltenen Holzkirchen in Polen und Kulturdenkmal.